# خفاش بیرون از جهنم
خفاش بیرون از جهنم (انگلیسی: Bat Out of Hell) نخستین آلبوم استودیویی از خواننده راک آمریکایی میت لوف و آهنگساز جیم استاینمن در سال ۱۹۷۷ است. آلبوم در طی سال‌های ۱۹۷۵–۱۹۷۶ در استودیوهای مختلفی از جمله در وودستاک، نیویورک و توسط تاد راندگرن تهیه شده است. آلبوم در اکتبر ۱۹۷۷ میلادی توسط کلیولند اینترنشنال و اپیک رکوردز منتشر شد. سبک موسیقایی آن تحت تأثیر قدردانی استاینمن از ریشارد واگنر، فیل اسپکتور، بروس اسپرینگستین و د هو است.
خفاش بیرون از جهنم با فروش بیش از ۴۳ میلیون نسخه در جهان، یکی از پرفروش‌ترین آلبوم‌های موسیقی جهان در همه زمان‌ها است. این آلبوم ۱۴ پلاتین از انجمن صنعت ضبط موسیقی ایالات متحده آمریکا (آرآی‌ای‌ای) گواهی شده است. آلبوم تا ژوئن ۲۰۱۹، ۵۲۲ هفته را در جدول آلبوم‌های بریتانیا به سر می‌برد که دومین حضور طولانی یک آلبوم در این جدول است. مجله رولینگ استون آن را در رتبه ۳۴۳ در فهرست ۵۰۰ آلبوم برتر تمام اعصار رولینگ استون قرار داد.

## پذیرش
| بررسی انتقادی              | بررسی انتقادی |
| منبع                       | رتبه‌بندی      |
| -------------------------- | ------------- |
| راهنمای ضبط کریسگائو       | C–            |
| راهنمای آلبوم رولینگ استون | [ ۸ ]         |

این آلبوم در ایالات متحده مورد موفقیت بسیار سریع قرار نگرفت. با این حال، آلبوم سالانه ۲۰۰۰۰۰ نسخه می‌فروشد و تا کنون حدود ۴۳ میلیون نسخه در سراسر جهان فروخته است، از جمله ۱۴ میلیون نسخه در ایالات متحده آمریکا، و بیش از ۱٫۷ میلیون نسخه فروش در استرالیا، جایی که این پرفروش‌ترین آلبوم در این کشور است و در ژوئن ۲۰۰۷، با رتبه ۳۴، دوباره وارد جدول ای‌آرآی‌ای شد. این آلبوم ۵۲۲ هفته در جدول آلبوم‌های انگلستان باقی مانده است.

## فهرست قطعه‌ها
همهٔ ترانه‌ها توسط جیم استاینمن نوشته شده‌است.
| بخش اول | بخش اول                                               | بخش اول |
| شماره   | نام                                                   | مدت     |
| ------- | ----------------------------------------------------- | ------- |
| ۱.      | «خفاش بیرون از جهنم»                                  | ۹:۴۸    |
| ۲.      | «کلمات رو درست از دهان من خارج کردی (شب گرم تابستان)» | ۵:۰۴    |
| ۳.      | «بهشت میتونه منتظر بمونه»                             | ۴:۳۸    |
| ۴.      | «All Revved Up with No Place to Go»                   | ۴:۱۹    |

| بخش دوم    | بخش دوم                                               | بخش دوم |
| شماره      | نام                                                   | مدت     |
| ---------- | ----------------------------------------------------- | ------- |
| ۵.         | «دو از سه بد نیست»                                    | ۵:۲۳    |
| ۶.         | «بهشت کنار چراغ داشبورد" - III. «دعا برای آخرالزمان»» | ۸:۲۸    |
| ۷.         | «برای گریه کردن با صدای بلند»                         | ۸:۴۵    |
| مجموع مدت: | مجموع مدت:                                            | ۴۶:۲۵   |

## جدول‌ها
| جدول (۱۹۷۷–۷۹)                          | بالاترین موقعیت |
| --------------------------------------- | --------------- |
| آلبوم‌های استرالیایی (Kent Music Report) | ۱               |
| آلبوم‌ها/سی‌دی‌های برتر کانادا (آرپی‌ام)    | ۵               |
| آلبوم‌های هلندی (جدول‌های هلند)           | ۱               |
| آلبوم‌های آلمانی (۱۰۰ آلبوم برتر رسمی)   | ۱۱              |
| آلبوم‌های نیوزیلندی (آرام‌ان‌زد)           | ۱               |
| آلبوم‌های سوئدی (برترین‌های سوئد)         | ۱۳              |
| آلبوم‌های بریتانیا (شرکت جدول‌های رسمی)   | ۹               |
| بیلبورد ۲۰۰ ایالات متحده                | ۱۴              |

## گواهی‌نامه‌ها
| منطقه                             | گواهی      | واحد گواهی‌شده/فروش |
| --------------------------------- | ---------- | ------------------ |
| استرالیا (آی‌اف‌پی‌آی استرالیا)      | ۲۵× پلاتین | ۱٬۷۵۰٬۰۰۰^         |
| کانادا (میوزیک کانادا)            | ۲× الماس   | ۲٬۰۰۰٬۰۰۰^         |
| دانمارک (آی‌اف‌پی‌آی)                | ۲× پلاتین  | ۴۰٬۰۰۰^            |
| آلمان (بی‌وی‌ام‌آی)                  | پلاتین     | ۵۰۰٬۰۰۰^           |
| هلند (ان‌وی‌پی‌آی)                   | پلاتین     | ۱۰۰٬۰۰۰^           |
| نیوزیلند (آرآی‌ای‌ان‌زد)             | ۱۷× پلاتین | ۲۵۵٬۰۰۰^           |
| بریتانیا (بی‌پی‌آی)                 | ۱۱× پلاتین | ۳٬۲۸۲٬۳۰۰          |
| ایالات متحده (آرآی‌ای‌ای)           | ۱۴× پلاتین | ۱۴٬۰۰۰٬۰۰۰^        |
| ^ رقم توزیع تنها بر پایهٔ گواهی‌ها. |            |                    |